# Дитинство (Толстой)
«Дитинство» (рос. Детство) — перша повість автобіографічної трилогії Лева Толстого, уперше надрукована в 1852 році в журналі «Современник», № 9. Ця книга описує психологічні переживання, яких зазнають багато хлопчиків у дитинстві: першу закоханість, відчуття несправедливості, образу, сором.
Продовженнями «Дитинства» є інші дві повісті трилогії: Отроцтво (1854) та Юність (1857).

## Сюжет
Перші глави повісті знайомлять читача з головними людьми в житті головного героя: учителем Карлом Іваничем, мамою, татом. Іде опис життя й подій в обійсті вдалині від гамірної й метушливої столиці. Дрібниці, які завдають неприємностей, і дрібниці, що тішать. Барвисто описуються перші враження в дитинстві хлопчика: закоханість, образа, жаль, передсмак, гіркість прощання. У якийсь момент стає відомо, що Коля й Володя переїздять до Москви…

### Гомосексуальні мотиви

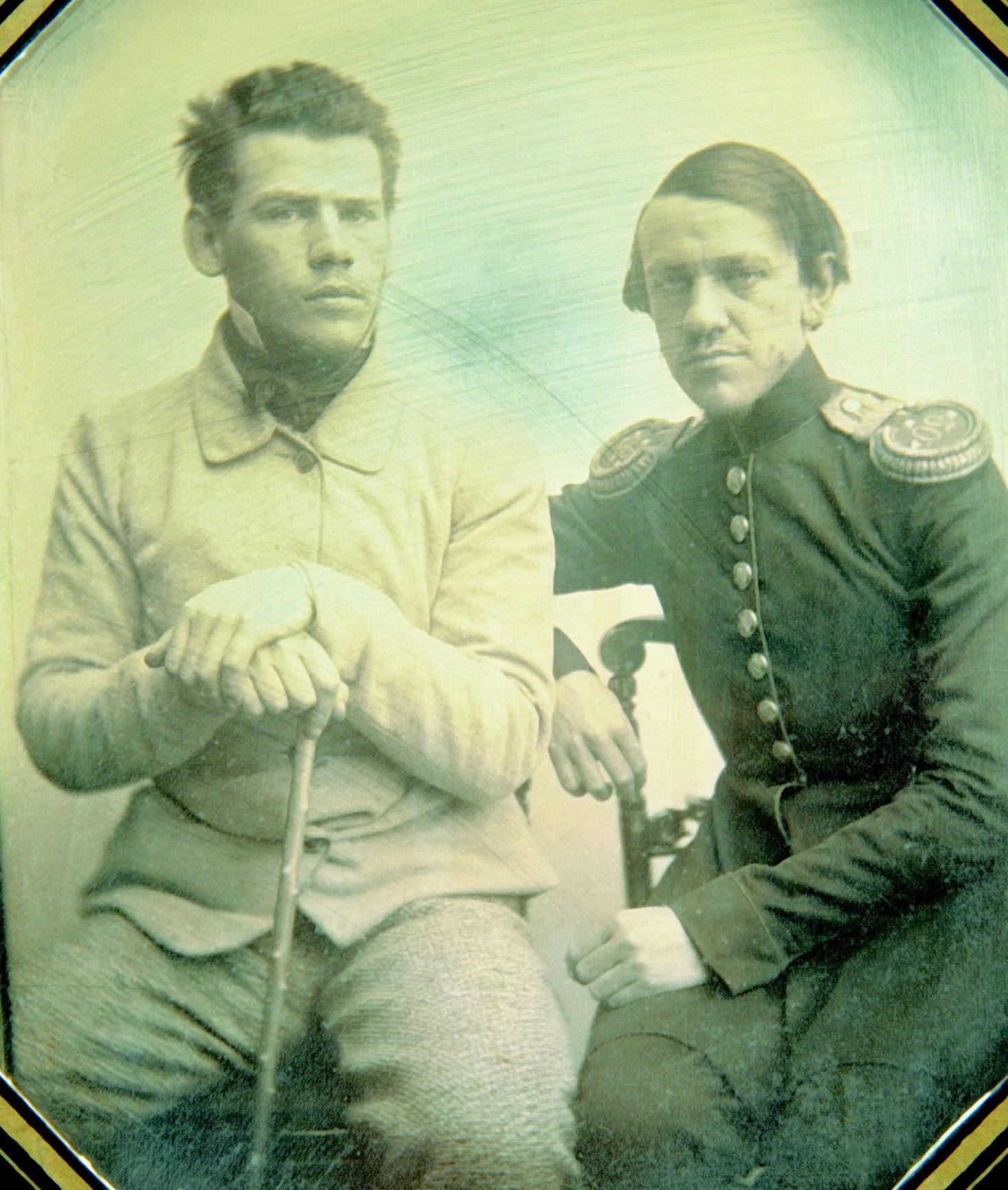
Лев Толстой у 1851 році, під час роботою над повістю. Праворуч його брат — Ніколай.

У повісті Толстой, що мав сильні гомосексуальні нахили, описує перше сильне дитяче кохання головного персонажа твору, від імені якого ведеться оповідь й прототипом якого був сам Толстой, до хлопчика на ім'я Сергій Івін, прототипом якого був Олександр Мусін-Пушкін (1827—1904), друг дитинства Толстого: «Його оригінальна краса вразила мене з першого погляду. Я відчув до нього непереборний потяг. Бачити його було достатньо для мого щастя; і у свій час всі сили душі моєї були зосереджені в цьому бажанні: коли мені траплялося провести три чи чотири дні, не бачачи його, я починав сумувати, і мені ставало сумно до сліз. Усі мрії мої уві сні і на яву були про нього: лягаючи спати, я хотів, щоб він мені наснився; заплющуючи очі, я бачив його перед собою і плекав цю примару, як найкращу насолоду. Нікому у світі я не наважився б повірити цього почуття, так багато я дорожив ним. Можливо, тому, що йому набридало відчувати безперестанку спрямовані на нього мої неспокійні очі, або просто, не відчуваючи до мене жодної симпатії, він помітно більше любив гратися й розмовляти з Володею, ніж зі мною; але я все-таки був задоволений, нічого не бажав, нічого не вимагав і всім готовий був для нього пожертвувати. Крім пристрасного потягу, який він навіював мені, присутність його збуджувала в мені, не менш сильною мірою, інше почуття — страх засмутити його, образити чим-небудь, не сподобатися йому: можливо, через те, що обличчя його мало гордовитий вираз, чи через те, що, нехтуючи своєю зовнішністю, я надто багато цінував в інших переваги краси, чи, найімовірніше, через те, що це є неодмінною ознакою кохання, я відчував до нього стільки ж страху, скільки й любові». У першій редакції повісті «Дитинство» Толстой писав про те що головний герой твору був так само закоханий і в іншого брата Івіна — Петра, під чиїм іменем виведений один з братів Мусіна-Пушкіна.

## Цитати
Чи повернуться колись та свіжість, безтурботність, потреба любові й сила віри, якими володієш у дитинстві? Який час може бути кращим за той, коли дві найкращі чесноти — невинна веселість і безмежна потреба любові — були єдиними спонуками в житті?